# Ruben Brekelmans
Ruben Pieter Brekelmans (18 de julio de 1986) es un político holandés que se desempeña como ministro de Defensa en el gabinete de Schoof desde 2024. Brekelmans se desempeñó anteriormente como miembro de la Cámara de Representantes en representación del Partido Popular para la Libertad y la Democracia (VVD), conservador-liberal. Como parlamentario, se centró en asuntos exteriores y migración.

## Biografía
Nació en 1986 en Leidschendam, cerca de La Haya, y creció en el pueblo de Kaatsheuvel , en Brabante Septentrional . Se convirtió en miembro de la Organización Juvenil Libertad y Democracia (JOVD), la organización juvenil independiente del VVD, a los diecisiete años. Estudió economía en la Universidad de Tilburg, política global en la London School of Economics y obtuvo una Maestría en Administración Pública en 2015 en la Harvard Kennedy School.
Después de graduarse en Harvard, Brekelmans aceptó un trabajo como consultor de estrategia en la oficina de The Boston Consulting Group en Ámsterdam. Posteriormente se desempeñó como asistente político del Secretario de Estado de Justicia y Seguridad, Mark Harbers, y siguió trabajando en el Ministerio de Justicia y Seguridad como director del programa Sistema de Asilo Adaptativo después de la renuncia de Harbers en mayo de 2019. Brekelmans dejó el ministerio en octubre de 2020 para convertirse en director del programa Insight on Quality en el Ministerio de Finanzas. Además de su trabajo, fue presidente de la red temática del VVD sobre asuntos internacionales entre 2017 y 2021, y formó parte del comité que redactó el programa electoral de su partido para las elecciones al Parlamento Europeo de 2019. 